# Епархия Джашпура
Епархия Джашпура (лат. Dioecesis Jashpurensis) — епархия Римско-Католической церкви c центром в городе Джашпур, Индия. Епархия Джашпура входит в митрополию Райпура. Кафедральным собором епархии Джашпура является церковь Пресвятой Девы Марии Розария.

## История
23 марта 2006 года Римский папа Бенедикт XVI выпустил буллу Ad efficacius consulendum, которой учредил епархию Джашпура, выделив её из епархии Райгарха.

## Ординарии епархии
- епископ Виктор Киндо (23.03.2006 — 12.06.2008);
- епископ Эммануэль Керкетта (22.12.2009 — по настоящее время).

## Источник
- Annuario Pontificio, Ватикан, 2007
- Булла Ad efficacius consulendum, AAS 98 (2006), стр. 369 (лат.)